# (235902) 2005 DC
(235902) 2005 DC es un asteroide perteneciente al cinturón de asteroides, descubierto el 16 de febrero de 2005 por Gary Hug desde el Observatorio Sandlot, Kansas, Estados Unidos.

## Designación y nombre
Designado provisionalmente como 2005 DC.

## Características orbitales
2005 DC está situado a una distancia media del Sol de 3,129 ua, pudiendo alejarse hasta 3,772 ua y acercarse hasta 2,486 ua. Su excentricidad es 0,205 y la inclinación orbital 16,251 grados. Emplea 2021,69 días en completar una órbita alrededor del Sol.
Los próximos acercamientos a la órbita de Júpiter ocurrirán el 29 de abril de 2069, el 10 de octubre de 2079 y el 18 de septiembre de 2152.
Pertenece a la familia de asteroides de (1040) Klumpkea.

## Características físicas
La magnitud absoluta de 2005 DC es 15,47. Tiene 2,442 km de diámetro y su albedo se estima en 0,225.